# Dick Tärnström
Dick Andreas Tärnström, född 20 januari 1975 i Sundbyberg, är en svensk före detta professionell ishockeyspelare med meriter från NHL och landslaget. I Sverige spelade han nästan uteslutande i sin moderklubb AIK, vilket gav honom ikonstatus i klubben.

## Biografi
Dick Tärnström började sin karriär i AIK och NHL-draftades som spelare nummer 272 av New York Islanders 1994. Under NHL-lockouten (säsongen 2004–05) spelade han med Södertälje SK, för vilka han noterades för 25 poäng (varav 7 mål) på 50 spelade matcher. 
Under säsongen 2003–04 blev Dick Tärnström den första backen i Pittsburgh Penguins historia att vinna lagets interna poängliga med 52 poäng på 80 matcher. Tillsammans med Ric Jackman utgjorde Tärnström den framgångsrika powerplay-duon "Ric and Dick show".
26 januari 2006 skickade Penguins Tärnström till Edmonton Oilers i utbyte mot Cory Cross och Jani Rita. Tärnström avancerade med Edmonton Oilers som vinnare av Western Conference Finals 2006 vidare till Stanley Cup-final, där laget dock förlorade den jämna finalserien mot Carolina Hurricanes med 4-3 i matcher. Sista NHL säsongen 2007–08 avslutades i Columbus Blue Jackets.
Den 23 april 2008 meddelade AIK Ishockey att man lockat tillbaka Dick Tärnström till klubben. Han skrev på ett kontrakt för 1+1 år. 2008 värvades han till AIK som en del i deras satsning att ta sig tillbaka till Elitserien, något de också lyckades med 2010. I AIK utsågs han till lagkapten och den 18 mars 2012 spelade han sin 600:e match för klubben. Matchen ifråga spelades mot Luleå Hockey och vanns med siffrorna 3-0. I och med den vinsten slog AIK ut Luleå Hockey ur slutspelet och tog sig vidare till semifinal.
År 2013 avslutade Tärnström sin spelarkarriär efter problem med ett diskbråck i nacken.

## Meriter
- JVM-silver 1994
- JVM-brons 1995
- VM-silver 2003
- VM-silver 2004
- Clarence S. Campbell Bowl med Edmonton Oilers 2006
- VM-brons 2009